# Teatro independiente
El teatro independiente es el conjunto de manifestaciones teatrales profesionales o semi-profesionales que anteponen el sentido artístico de una pieza a las necesidades materiales o pecuniarias, factor que determina la austeridad de las producciones en favor de una mayor independencia o libertad. Entre sus variantes, a partir de fenómenos como el primer Off Broadway neoyorquino pueden mencionarse el teatro universitario y algunos tipos de teatro callejero. Por lo general adopta un tono de compromiso social y una estética vanguardista.En la actualidad Buenos Aires es la ciudad con más salas de teatro independiente (teatro off) del mundo. 

## Orígenes
Con los cambios sociales producto de la revolución industrial y la consolidación del teatro como un fenómeno de masas eminentemente urbano, surgen a finales del siglo xix y principios del xx diversos dramaturgos y pensadores que cuestionan el rumbo del teatro comercial, aquel que en los grandes teatros seguía los gustos de la burguesía. Por un lado, se creó un fenómeno de agrupaciones y clubes filoteatrales en torno a ateneos y centros cívicos, lo que dio inicio al teatro aficionado, mientras que a nivel intelectual comenzó a reivindicarse un teatro de arte que proponía unas tramas y propuestas estéticas menos costumbristas, algo que dará lugar a los vanguardismos. 
En los años veinte se propone un teatro contrapuesto al teatro comercial, un teatro más de autor, más cercano y comprometido. Estas serán las bases para la aparición del teatro independiente, teatro libre o teatro del pueblo que surgirá en varios países y que se consolidará en la segunda mitad del siglo xx.
Uno de los episodios que más han hecho visible este movimiento fue la polémica con el Off-Broadway, que resultó en la creación del Off-Off-Broadway. En un primer momento, el Off-Broadway se creó como un circuito alternativo a la principal arteria de Nueva York, sin embargo, estos espacios de entre 100 y 500 localidades (un aforo mucho menor que el de los principales teatros de la ciudad) pronto comenzaron a acoger producciones similares convirtiendo el Off-Broadway en una especie de Broadway de bajo presupuesto donde probar nuevas obras, por lo que el movimiento Off-Off-Broadway empezó en 1958 como una reacción al Off-Broadway, y un «rechazo absoluto al teatro comercial».
El teatro independiente, en algunos países y para algunos historiadores, está visto no como un continuo sino como un movimiento que cobra fuerza en momentos históricos de déficit democrático. En opinión de José Monleón, «el teatro independiente fue un concepto ligado a la exigencia de integrar los escenarios dentro de la cultura democrática. En cada país tuvo un nombre y hubo de sujetarse a distintos condicionamientos, políticos, legales, culturales y económicos». Precisamente por su carácter episódico se suele relacionar o englobarse dentro de fenómenos más amplios como el teatro alternativo. Sin embargo, la persistencia en el tiempo y continua reinvención del teatro independiente, así como la proliferación de festivales de teatro independiente en Hispanoamérica demuestran que es un fenómeno vivo y en continua transformación.

## El teatro independiente por países

### Argentina

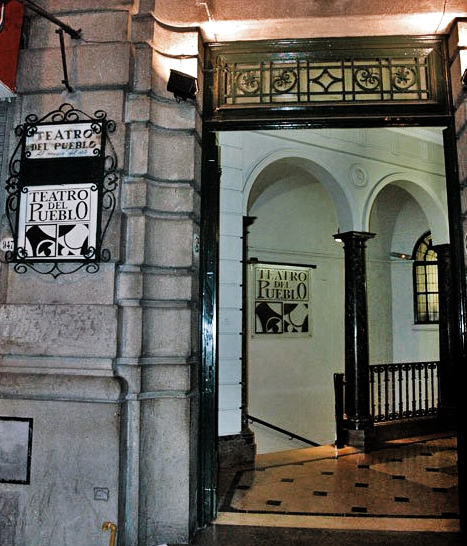
Antigua entrada del Teatro del Pueblo, primer teatro independiente en Argentina

El teatro independiente argentino tiene su origen en el Teatro del Pueblo, fundado por Leónidas Barletta y Josefa Goldar en la década de 1930, y que alcanzó su época más activa entre 1937 y 1943. En esos años se llevaron a escena autores nacionales como Roberto Arlt, Raúl González Tuñón, Álvaro Yunque, Nicolás Olivari, Carlos Gorostiza, Juan Carlos Ghiano, Juan Carlos Gené y Osvaldo Dragún. Se crearon elencos como La Máscara; el Grupo Juan B.; el Teatro Popular Fray Mocho, dirigido por Oscar Ferrigno; el Nuevo Teatro, de Alejandra Boero y Pedro Asquini; Los Independientes, reunidos por Onofre Lovero; e instituciones como el Instituto de Arte Moderno (IAM), la Organización Latinoamericana de Teatro (OLAT) y el Teatro Estudio. En las provincias, en la década de 1960, surgieron grupos como el Conjunto Juvenil de Arte Escénico o el Teatro Independiente de San Luis.
Para Carlos Rottenberg, presidente de la Asociación Argentina de Empresarios Teatrales y Musicales, la evolución del fenómeno teatral argentino puede analizarse con las siguientes cifras: «En la Argentina de la década de 1950, antes de que apareciese la televisión y con mucha menos población, se vendían cinco millones de boletos al año. Cuando apareció la tele empezó una caída que se mantuvo sin prisa y sin pausa hasta llegar al millón de boletos. Sin embargo en los últimos 10 años sucedió un milagro. Creció muchísimo el teatro a pesar de toda la tecnología. En 2011 se superaron los 5 100 000 espectadores». La clave, según Rottenberg está en el carácter artesanal del teatro y en la cantera de buenos actores que ha dado el teatro independiente. En otoño de 2012 se celebró en Buenos Aires el Primer Encuentro Latinoamericano de Teatro Independiente (ELTI), con grupos de teatro independiente de Brasil, Perú, Colombia y Argentina.
En 2010, en el marco de la conmemoración de la fundación del Teatro del Pueblo, la Legislatura de la Ciudad Autónoma de Buenos Aires sancionó la Ley N° 3475, en la que se estableció el día 30 de noviembre como el "Día del Teatro Independiente". Desde 2019, durante el día de su conmemoración, se lleva adelante una coproducción entre el Ministerio de Cultura porteño y las asociaciones que representan las salas de teatro independiente (ARTEI y ESCENA) que ofrece más de cien espectáculos, charlas y mesas de debate.
Desde 2013, se realiza el Festival Efímero de Teatro Independiente (FETI).

### El pasillo
Los grupos independientes chilenos pueden considerarse una de las últimas consecuencias de la evolución en el campo experimental iniciada en el teatro chileno en la década de 1940. A la sombra del Teatro Experimental de la Universidad de Chile (TEUCH), impulsado por Pedro de la Barra desde 1941 (y que a partir de 1959 se conoció como Instituto de Teatro de la Universidad de Chile) y del TEUC (Teatro de Ensayo de la Universidad Católica), surgieron más tarde grupos independientes como Ictus o El Aleph (colectivo no profesional que como muchos otros artífices de un teatro de compromiso social, fueron reprimidos y diezmados por el exilio a partir del golpe de Estado en Chile de 1973). La vertiente experimental pura (realismo simbólico, absurdo, teatro filosófico y psicológico) fue no obstante continuada a partir de 1976 por Ictus, Teatro Imagen, Teatro La Feria y el TIT (Taller de Investigación Teatral).
Entre los dramaturgos chilenos surgidos del teatro independiente chileno se encuentran Jorge Díaz, Luis Alberto Heiremans, Juan Radrigán Rojas, Alejandro Sieveking, Sergio Vodanović y Egon Wolff, entre otros.

### Uruguay

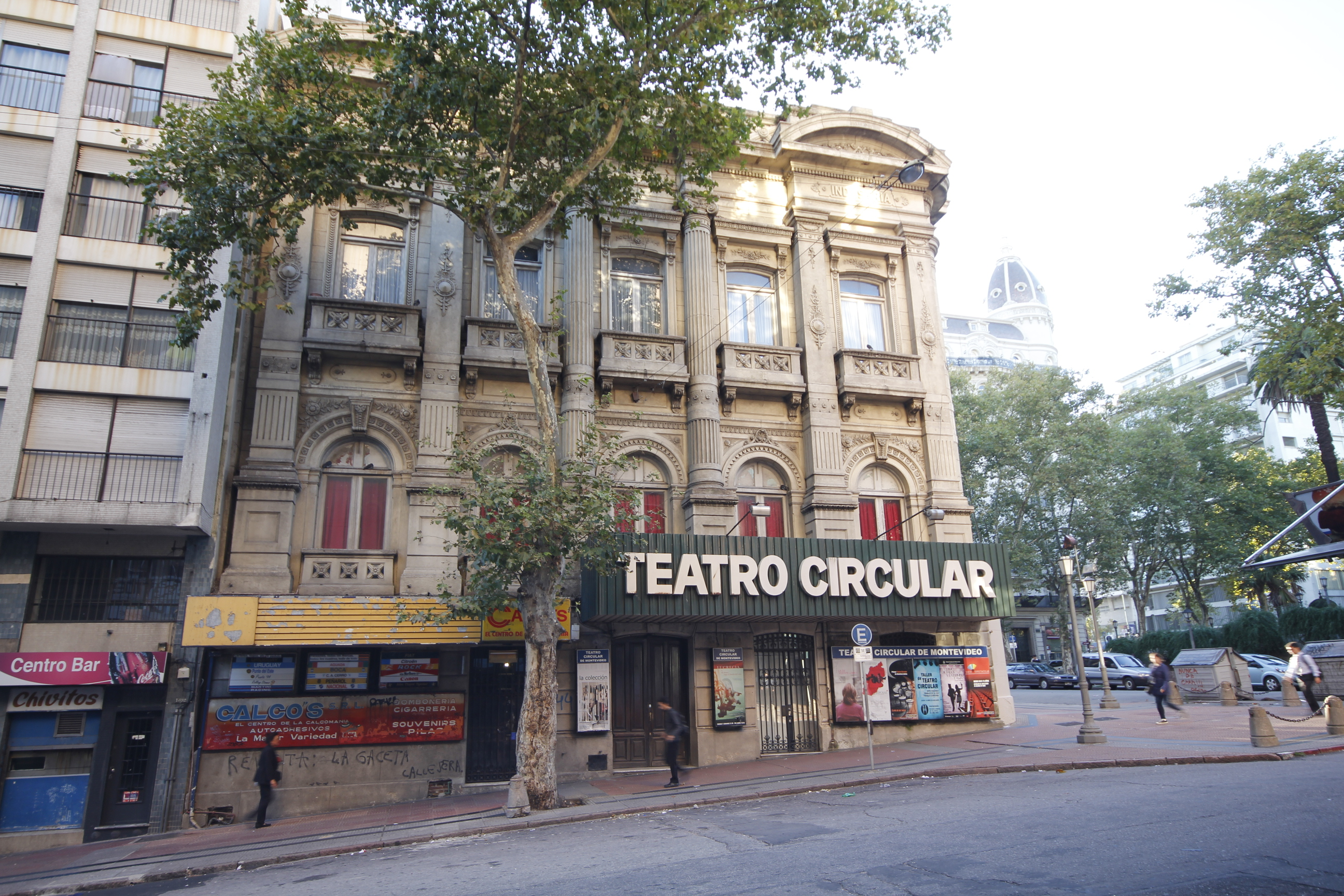
Teatro Circular de Montevideo

### España

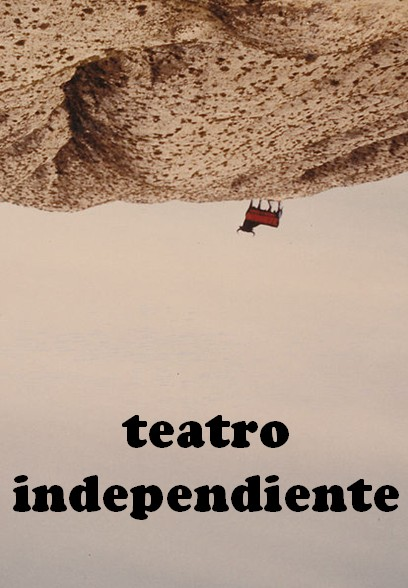

En España, el teatro independiente fue un fenómeno que emergió en diferentes puntos de su geografía al comienzo de la segunda mitad del siglo xx y con comunes objetivos: rebelarse contra la tradición artística y empresarial, las coordenadas creativas convencionales y contra el momento político y social de los últimos años de la dictadura de Franco.
Entre las muchas definiciones del teatro independiente español se pueden mencionar: 
- Una petición ética, una necesidad social... y un concepto relativo, según José Monleón Bennacer.[21]
- Una búsqueda de un espectador popular y la creación de un circuito al margen del teatro oficial, según Ramón Barea.
- Un colectivo formado por actores, músicos y artistas de todo tipo dedicado por completo al mundo de la creación, según la definición que de sí mismos daba el grupo catalán Els Comediants.
- Una alternativa sociopolíticocultural como respuesta a la estructura dominante en la España franquista, según Guillermo Heras.

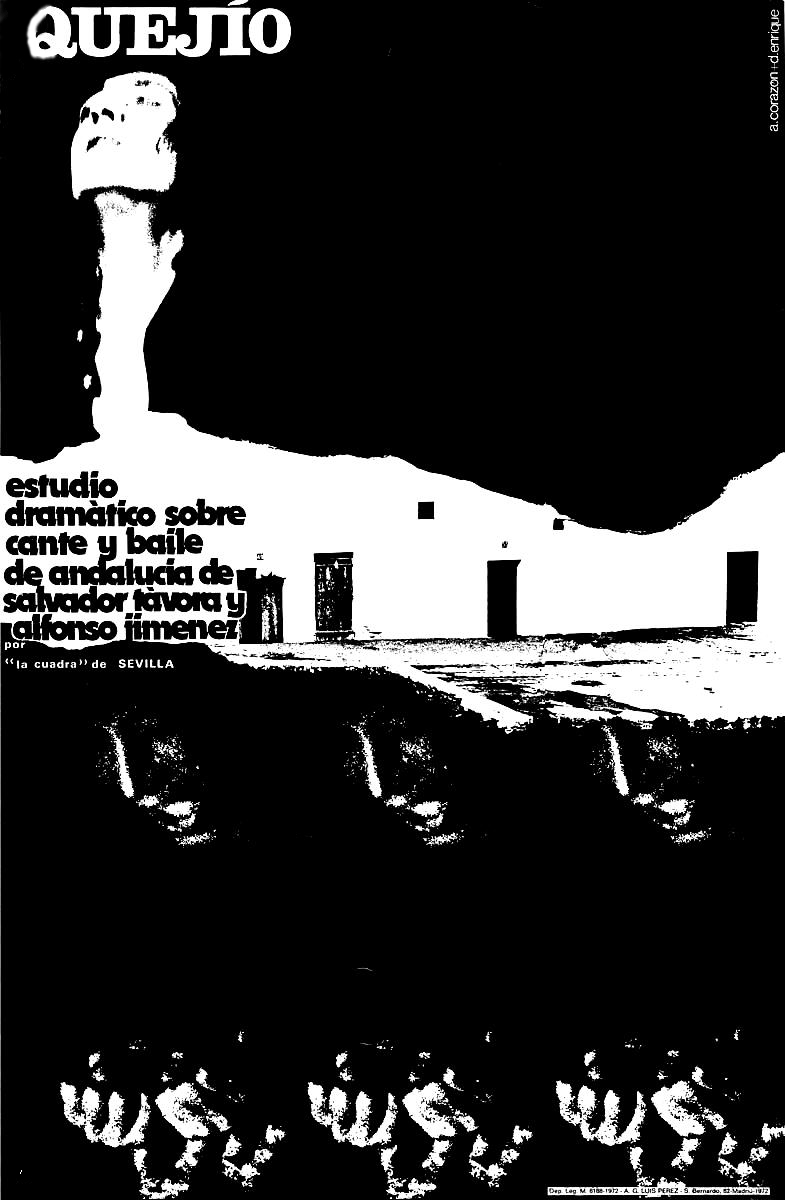
Nuevo flamenco político con el T. I.

- Nuevo flamenco político con el T. I.Para Alfonso Sastre el «concepto de teatro independiente es inservible, acientífico...» y propone sustituirlo por el de 'teatros marginales'.[22]
- Para Demetrio E. Brisset es «un fenómeno de gran importancia cultural debido a su labor de renovación, tanto en el campo teatral como en el de las mentalidades.». [23]

Un posible decálogo del Teatro Independiente español se sintetizaría en los siguientes diez puntos: 1.- Búsqueda de un público popular. 2.- Descentralización. 3.- Investigación de nuevos lenguajes teatrales. 4.- Necesidad de la educación teatral. 5.- Creación colectiva. 6.- Representación en lugares distintos a los habituales. 7.- Movilidad. 8.- Economía autogestionada y cooperativismo. 9.- Rechazo del teatro comercial. y 10.- Enfrentamiento al régimen político existente.